# Apoleon edax
Apoleon edax là một loài bọ cánh cứng trong họ Bostrichidae. Loài này được Gorham miêu tả khoa học năm 1885.

## Hình ảnh

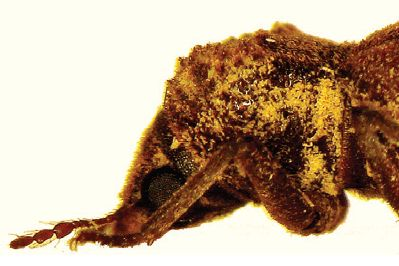
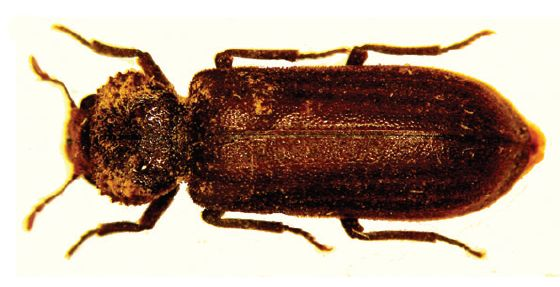